# Castilho (futebolista)
Carlos José Castilho, mais conhecido como Castilho (Rio de Janeiro, 27 de novembro de 1927 — Rio de Janeiro, 2 de fevereiro de 1987), foi um futebolista e treinador brasileiro, que atuava como goleiro.
Foi campeão das Copas do Mundo FIFA de 1958 e 1962, sendo o goleiro reserva em ambas.
Atuou por 698 vezes pelo Fluminense, sendo o recordista de partidas pelo clube carioca.

## Carreira

### Como jogador
Jogou no Fluminense de 1946 até 1965, sagrando-se tricampeão carioca, bicampeão do Torneio Rio-São Paulo, campeão do Torneio Municipal do Rio e vencedor da Copa Rio de 1952. Ele entrou para a história como um goleiro "milagreiro", fazendo defesas quase impossíveis. Ele dizia ter uma inacreditável boa sorte. Por causa disso, seu apelido era Leiteria (apelido comum à pessoas que tinham sorte na época), e os torcedores do Fluminense o chamavam de São Castilho.

### Características
Mesmo tendo 1,81 m, baixo para os padrões dos goleiros atuais, mas considerado alto para aquela época, distribuídos em 75 kg, foi um dos melhores goleiros do futebol brasileiro. Também se destacava nas defesas de pênaltis (só em 1952, defendeu 6 deles).
Daltônico, acreditava que várias vezes havia sido favorecido por ver como vermelhas as bolas amarelas, mas era prejudicado pelas bolas brancas à noite. É considerado o melhor goleiro tricolor de todos os tempos.

### Amor aoTricolor
Foi um exemplo de estoicismo. Em 1957, tendo contundido o seu dedo mínimo esquerdo pela quinta vez, o médico disse que deveria passar por dois meses de tratamento, entretanto, ele resolveu amputar o dedo para retornar mais rápido aos jogos. Duas semanas depois da amputação, ele já havia voltado a jogar pelo Fluminense.
Durante sua carreira, jogou 698 jogos pelo Fluminense, recorde absoluto no clube. Lá sofreu 777 gols e jogou 255 partidas sem sofrê-los. Depois do ano da estreia, a marca negativa ficou por conta de 1955, quando revezando-se com Veludo e também tendo que submeter-se à extração dos meniscos, jogou apenas 19 vezes.
Em 2006, o Fluminense inaugurou um busto de Castilho na entrada da sede social do clube, como agradecimento pelos serviços prestados, muito acima do que se pode esperar de um jogador profissional, mais do que isto, pelas demonstrações inequívocas de amor pelo clube que o projetou para o futebol.

### Paysandu

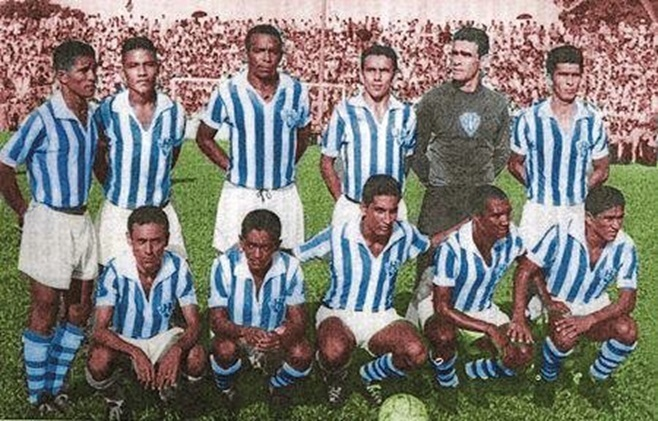
O Paysandu na tarde da vitória sobre o Peñarol: Oliveira, Beto, Jota Alves, Abel, Castilho e Carlinhos; Quarentinha, Pau Preto, Edson Piola, Milton Dias e Ércio.

Cem eleitores ilustres do Paysandu, sob a coordenação do jornalista e historiador Ferreira da Costa, elegeram Castilho como o maior goleiro da História do Paysandu, em eleição realizada por ocasião da comemoração dos 98 anos do clube paraense, tendo sido campeão paraense em 1965, ano também recordado pela vitória do clube sobre uma fase áurea do Peñarol.

### Seleção nacional
Pela Seleção Brasileira de Futebol, conquistou o Campeonato Pan-Americano de 1952, a primeira conquista relevante da Seleção fora do Brasil.
Participou ainda de quatro Copas do Mundo: 1950, 1954, e das conquistas de 1958 e 1962, tendo sido titular em 1954.
Participou também da Copa América, na época chamada de Campeonato Sul-Americano, em 1953 e 1959, além de diversos torneios e partidas amistosas pela Seleção Canarinho.
Pela Seleção Brasileira disputou no total 29 jogos, sofrendo 30 gols.

### Como treinador
Depois de parar de jogar, foi técnico de vários times do Brasil, com destaque para o Santos campeão paulista de 1984, o Vitória, onde até setembro de 2009 era o técnico que mais tinha dirigido e conquistado vitórias no Brasileirão Série A (1973 e 1974, sendo ultrapassado posteriormente por Vágner Mancini), e o Operário Futebol Clube de Mato Grosso do Sul, clube que levou às semifinais do Brasileirão de 1977.

## Morte
Castilho cometeu suicídio em 2 de fevereiro de 1987, aos 59 anos, depois de visitar a sua esposa, jogando-se de uma janela. Pessoas próximas a ele acreditam que o ex-goleiro estava deprimido pelo esquecimento do público, porém o motivo exato é desconhecido pela família de Castilho.
Foi sepultado no Cemitério de Inhaúma, na Zona Norte do Rio de Janeiro. 

## Títulos

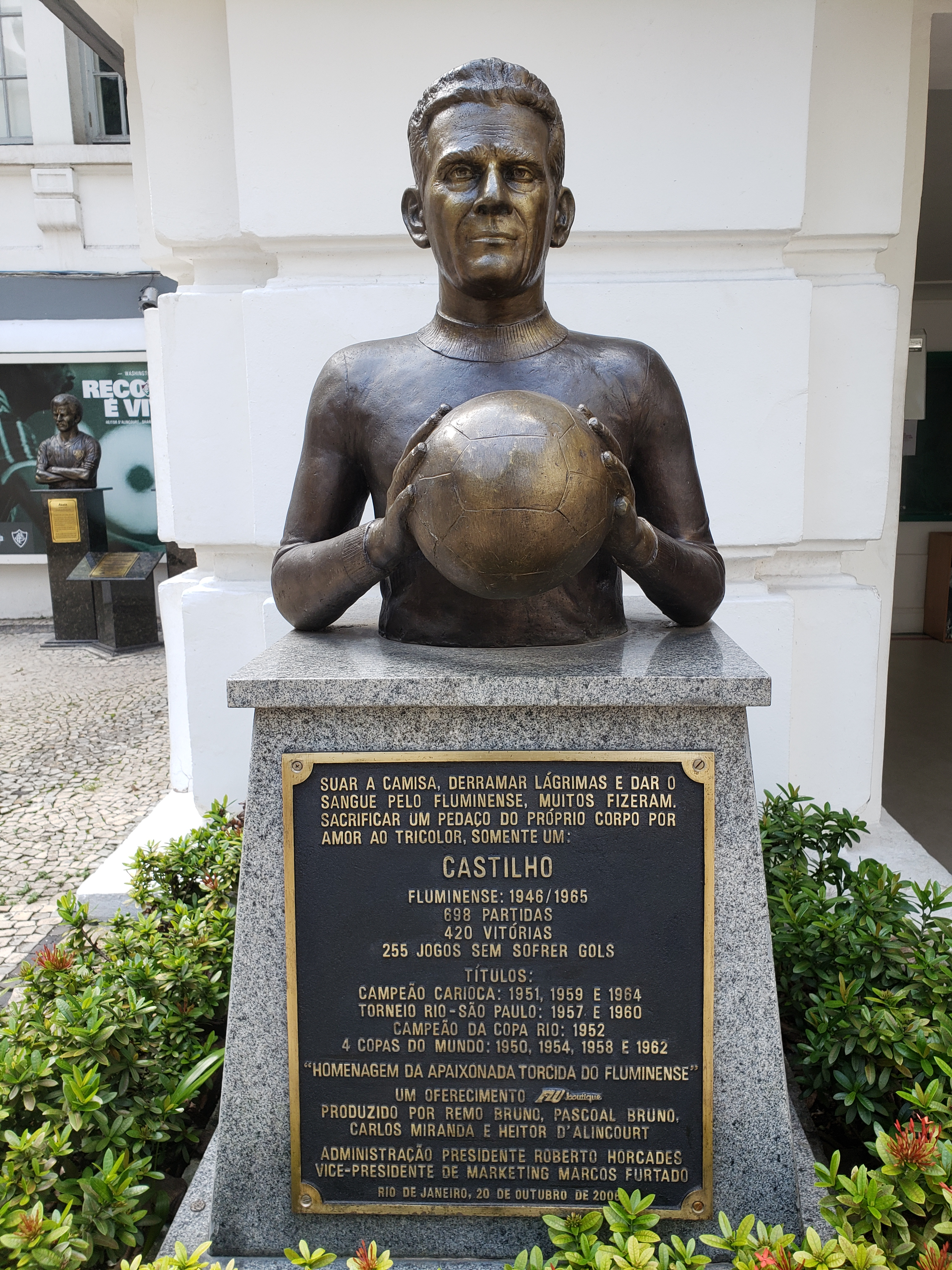
Busto de Castilho no Fluminense.

### Como jogador
Fluminense
- Copa Rio: 1952
- Taça Embajada de Brasil (Peru): 1950 (Sucre versus Fluminense)
- Taça Comite Nacional de Deportes (Peru): 1950 (Club Alianza Lima versus Fluminense)
- Taça General Manuel A. Odria (Peru): 1950 (Seleção de Arequipa versus Fluminense)
- Taça Adriano Ramos Pinto: 1952 (Copa Rio - Fluminense versus Corinthians)
- Taça Cinquentenário do Fluminense: 1952 (Copa Rio - Fluminense versus Corinthians)
- Taça Milone: 1952 (Copa Rio - Fluminense versus Corinthians)
- Taça Ramon Cool J (Costa Rica): 1960 (Deportivo Saprissa versus Fluminense)
- Taça Canal Collor (México): 1960) (Club Atlético San Lorenzo de Almagro-ARG versus Fluminense)
- Taça Embotelladora de Tampico SA (México): 1960 (Deportivo Tampico versus Fluminense)
- Taça Dínamo Moscou versus Fluminense: 1963
- Taça Brasil - Zona Sul: 1960
- Torneio Rio-São Paulo: 1957 e 1960
- Campeonato Carioca: 1951, 1959 e 1964
- Torneio Municipal do Rio de Janeiro: 1948
- Torneio Início do Campeonato Carioca: 1954 e 1956
- Torneio José de Paula Júnior: 1952
- Copa das Municipalidades do Paraná: 1953
- Taça Benemérito João Lira Filho - (inauguração do estádio do Olaria: 1947 (Fluminense versus Vasco)
- Taça V.C Borba: 1947 (Atlético PR versus Flu)
- Taça Folha da Tarde: 1949 (Internacional-RS versus Flu)
- Taça Casa Nemo: 1949
- Troféu Prefeito Acrisio Moreira da Rocha: 1949 (Fla-Flu)
- Taça Secretário da Viação de Obras Públicas da Bahia: 1951 (Esporte Clube Bahia versus Fluminense)
- Taça Madalena Copello: 1951 (Fla-Flu)
- Taça Desafio: 1954 (Fluminense versus Uberaba)
- Taça Presidente Afonsio Dorázio : 1956 (Seleção de Araguari-MG versus Fluminense)
- Taça Vice-Presidente Adolfo Ribeiro Marques: 1957 (Combinado de Barra Mansa versus Fluminense)
- Taça Cidade do Rio de Janeiro: 1957 (Fluminense versus Vasco)
- Taça Movelaria Avenida: 1959 (Ceará Sporting Club versus Fluminense)
- Taça CSA versus Fluminense: 1959

Paysandu
- Campeonato Paraense: 1965

Seleção Brasileira
- Copa do Mundo: 1958 e 1962
- Campeonato Pan-Americano: 1952
- Taça Bernardo O'Higgins: 1955
- Taça Oswaldo Cruz: 1950 e 1962
- Copa Roca: 1957

## Prêmios
- Em 1955, ganhou o Prêmio Belfort Duarte, que homenageava o jogador de futebol profissional que passasse dez anos sem sofrer uma expulsão, tendo jogado pelo menos 200 partidas nacionais ou internacionais.